# Alcis opisagna
Alcis opisagna là một loài bướm đêm trong họ Geometridae.